# Honda EZ-9
L'Honda EZ-9, commercializzato su alcuni mercati anche con la denominazione Honda EZ90 Cub, è un motoscooter-cross prodotto dalla casa giapponese dal 1991 al 1996.
A metà tra una moto da cross e uno scooter, è riconducibile alla categoria trial o pit bike.
È prodotto dalla Honda e nasce con la cilindrata 90 cm³.

## Storia
L'EZ-9 (acronimo di Easy-nine "facile-nove") fu presentato al Salone di Tokyo del 1990 con la classica colorazione bianco, rosso blu.
Il suo impiego è generalmente limitato a percorsi fuoristradistici e come mezzo ausiliario interno a spazi delimitati e non aperti alla normale circolazione. Per alcuni anni è stato utilizzato dai commissari delle competizioni motoristiche internazionali, quale mezzo di collegamento tra i paddock ed il bordo pista.
In Italia l'EZ-9, lo si può trovare con il nome "Honda Cub", immatricolato con la sigla Z5 ed una cilindrata abbassata a 49cc. Questo è avvenuto per ovviare a tutte le procedure legali per l'immatricolazione, poiché il motorino originale ha una cilindrata superiore (90 cm³) a quella consentita (49 cm³) quindi la sigla con il numero 9 viene eliminata e viene dato nome Cub.